# Czerwona (gromada)
Czerwona – dawna gromada, czyli najmniejsza jednostka podziału terytorialnego Polskiej Rzeczypospolitej Ludowej w latach 1954–1972.
Gromady, z gromadzkimi radami narodowymi (GRN) jako organami władzy najniższego stopnia na wsi, funkcjonowały od reformy reorganizującej administrację wiejską przeprowadzonej jesienią 1954 do momentu ich zniesienia z dniem 1 stycznia 1973, tym samym wypierając organizację gminną w latach 1954–1972.
Gromadę Czerwona siedzibą GRN w Czerwonej utworzono – jako jedną z 8759 gromad na obszarze Polski – w powiecie iłżeckim w woj. kieleckim, na mocy uchwały nr 13k/54 WRN w Kielcach z dnia 29 września 1954. W skład jednostki weszły obszary dotychczasowych gromad Antoniów, Bielany, Czerwona, Marjanów, Pasieki i Podgórze ze zniesionej gminy Łaziska, obszar dotychczasowej gromady Osinki ze zniesionej gminy Rzeczniów oraz miejscowość Rochalina z dotychczasowej gromady Ostrownica kolonia ze zniesionej gminy Miechów w tymże powiecie. Dla gromady ustalono 13 członków gromadzkiej rady narodowej.
1 lipca 1957 z gromady Czerwona wyłączono wieś Rochalina włączając ją do gromady Ostrownica w tymże powiecie.
31 grudnia 1961 z gromady Czerwona wyłączono wsie Antoniów, Bielany, Czerwona i Podgórze oraz kolonię Pasieki, włączając je do gromady Bąkowa w powiecie lipskim w tymże województwie, po czym gromadę Czerwona zniesiono a jej (pozostały) obszar włączono do gromady Rzeczniów w powiecie iłżeckim.